# Telehouse
Telehouse est un prestataire international de datacenter pour l’hébergement neutre d’infrastructures informatiques et télécoms critiques. L'entreprise a été fondée en 1988. Telehouse possède 40 data centers dans 11 capitales.
Telehouse Europe exploite cinq data centers répartis entre Londres et Paris, représentant une surface de 45 000 mètres carrés. Telehouse America possède des data centers à New York, Los Angeles et en Californie.
KDDI, l'entreprise japonaise parente de Telehouse, possède de nombreux data centers en Asie, notamment au Vietnam.